# 35세의 고교생
《35세의 고교생》(일본어: 35歳の高校生)은 2013년 4월 13일부터 6월 22일까지 매주 토요일 21:00 ~ 21:54에 닛폰 TV 계열에서 방송된 일본의 텔레비전 드라마이다. 주연은 요네쿠라 료코.
요네쿠라에 있어서는 닛폰 TV의 연속 드라마 첫 주연 작품이 된다.

## 개요
35세에 일반 전일제 공립 고교·쿠니키다 고등학교에 다니는 바바 아야코가 이지메나 불등교 등 클래스가 안는 여러 가지 문제를 해결해 나간다.
캐치프레이즈는, 〈뭔가 문제 있습니까?〉.

## 캐스트

### 주인공
바바 아야코 (35) - 요네쿠라 료코 (소녀 시절:마츠오카 마유)
3학년 A반 학생. 어떤 사정으로 고등학교를 중퇴해, 고교 생활을 다시 하기 위해, 교육장의 특명으로 쿠니키다 고등학교에 입학한다.

### 카와하마 시립 쿠니키다 고등학교

#### 교직원
코이즈미 준이치 (23) - 미조바타 준페이
국어과. 3학년 A반 담임. 유명 진학교로부터 쿠니키다 고등학교로 이동해 온다.
나가미네 아카리 (30) - 카타세 나나
스쿨 카운셀러.
니나가와 마키오 (51) - 마스 타케시
생활 지도 담당.
키타지마 류이치로 (25) - 아이바 히로키
수학과.
사루와타리 타카시 (38) - 토네사쿠 토시히데
사회과.
히구치 코이치 (28) - 이쿠시마 쇼
영어과.
이세야 와타루 (38) - 쿠마베 요헤이
이과.
마유즈미 유키 (42) - 요코야마 메구미
부교장.
노다 요시오 (55) - 에노키 타카아키
교장.

#### 3학년 A반 학생
오오타케 료타 - 카토오노 타이코
이즈미 유나 - 키타야마 시오리
코쿠부 모에 - 코지마 후지코
쿠도 미츠키 - 신카와 유아
츠치야 마사미츠 - 스다 마사키
아즈마 렌 - 타카스기 마히로
사에구사 텟페이 - 니시이 유키토
유카와 오사무 - 노무라 슈헤이
하세가와 리나 - 히로세 아리스
유키 마이 - 후지와라 레이코
야마시타 아이 - 미즈노 에리나
하토리 리카코 - 미야자키 카렌
에토 히토미 - 모리카와 아오이
아쿠츠 료 - 야마자키 켄토
사토 린 - 이마이 마사미
우에다 모모코 - 오오니시 하루나
시미즈 유타 - 사토 타쿠미
오오쿠라 히토시 - 시바 유야
진보 테츠야 - 도쥰 아타로
카시와기 신이치 - 나카지마 카즈야
마츠모토 유지 - 나카야마 타츠야
히라카와 케이코 - 후지시로 스미레
무라타 고키 - 호리코시 코키
시노하라 요스케 - 미하라 다이키
마츠시타 유이 - 야베 이즈미
타치바나 사유리 - 산치 마리

##### 좌석표
|                 |                 | 교탁            |                 |                 |
| 아쿠츠 료       | 마츠시타 유이   | 히라카와 케이코 | 카시와기 신이치 | 오오쿠라 히토시 |
| 우에다 모모코   | 야마시타 아이   | 바바 아야코     | 하세가와 리나   | 진보 테츠야     |
| 타치바나 사유리 | 사에구사 텟페이 | 유키 마이       | 에토 히토미     | 무라타 고키     |
| 시미즈 유타     | 오오타케 료타   | 시노하라 요스케 | 아즈마 렌       | 사토 린         |
| 코쿠부 모에     | 하토리 리카코   | 마츠모토 유지   | 유카와 오사무   | 츠치야 마사미츠 |
| 쿠도 미츠키     | 이즈미 유나     |                 |                 |                 |

#### 그 외
아사다 유키노부 (65) - 와타리 테츠야
교육장.

### 게스트

#### 제1화
하세가와 유미코 - 야마시타 요리에 / 하세가와 아츠시 - 야마자키 하지메
리나의 부모님. 일품 요리점을 영위하고 있다.

#### 제2화
야마시타 유지 - 우카지 타카시
아이의 부친. 야마시타 과외 경영.
오토나시 - 오카야마 하지메 (제4·8·최종화)
카와하마 북 경찰서 생활 안전과의 경찰관.

#### 제5화
켄지 - 카네코 노리히토
리카코에게 말을 건 호스트.

#### 제6화
코쿠분 시즈에 - 신교지 키미에
모에의 모친. 시 의회 의원.

#### 제10화
바바 요리코 - 테즈카 사토미 (최종화) (특별 출연)
아야코의 모친.

## 스태프
- 각본 - 야마우라 마사히로, 타카하시 유야
- 음악 - 요코야마 마사루
- 연출 - 사쿠마 노리요시, 나구모 세이치, 니시노 마키
- 주제가 - EXILE 〈Flower Song〉 (rhythm zone)
- 내레이션 - 코야마 리키야
- 기획 협력 - 코가 세이치
- 치프 프로듀스 - 오오히라 후토시
- 프로듀스 - 이케다 켄지, 아키모토 타카유키, 고명희
- 제작 협력 - 오피스 크레셴도
- 제작 저작 - 닛폰 TV

## 에피소드 리스트
| 화 수                                                       | 에피소드 타이틀 | 방송일          | 주인공 학생·교사                                      | 스토리 테마                       | 각본              | 연출            | 시청률 |
| ----------------------------------------------------------- | --- | --------------- | ----------------------------------------------------- | --------------------------------- | ----------------- | --------------- | ------ |
| 제1화                                                       | 변소 밥? 화장실에서 먹어서 맛있어? | 2013년 4월 13일 | 하세가와 리나                                         | 변소 밥                           | 야마우라 마사히로 | 사쿠마 노리요시 | 14.7%  |
| 제2화                                                       | 이지메? 이지라레? 피에로가 흘리는 눈물의 의미 | 2013년 4월 20일 | 야마시타 아이                                         | 이지메                            | 야마우라 마사히로 | 사쿠마 노리요시 | 12.9%  |
| 제3화                                                       | 이지메는 즐거워? 스쿨 카스트가 떼어놓는 우정의 행방 | 2013년 4월 27일 | 사에구사 텟페이·오오타케 료타                         | 스쿨 카스트                       | 타카하시 유야     | 사쿠마 노리요시 | 15.1%  |
| 제4화                                                       | 교사 이지메의 범인은 누구? 눈물의 기자 회견 | 2013년 5월 4일  | 사루와타리 타카시                                     | 교사 이지메                       | 타카하시 유야     | 나구모 세이치   | 14.7%  |
| 제5화                                                       | 이지메 시키는 아이의 어둠...동급생 캬바 아가씨 대결!! | 2013년 5월 11일 | 하토리 리카코                                         | 문화제                            | 야마우라 마사히로 | 나구모 세이치   | 12.9%  |
| 제6화                                                       | 부활동 내에서 폭력!? 거짓말이 거짓말을 부르는 비극의 연쇄 | 2013년 5월 18일 | 쿠도 미츠키 코쿠부 모에 에토 히토미 키타지마 류이치로 | 부활동 체벌 문제                  | 타카하시 유야     | 사쿠마 노리요시 | 12.1%  |
| 제7화                                                       | 도촬범과 아줌마의 과거를 학급 재판으로 파헤쳐라!! | 2013년 5월 25일 | 쿠도 미츠키 이즈미 유나 유카와 오사무                 | 틴 코트                           | 야마우라 마사히로 | 니시노 마키     | 11.3%  |
| 제8화                                                       | 학생과의 금단의 사랑!? 교사를 속이는 악마의 함정!! | 2013년 6월 1일  | 코이즈미 준이치 에토 히토미                           | 학교 뒤 사이트 교사와 학생의 연애 | 타카하시 유야     | 나구모 세이치   | 12.7%  |
| 제9화                                                       | 마침내 최종장!! 아줌마 눈물…서바이벌 수학여행 | 2013년 6월 8일  | 유카와 오사무                                         | 서바이벌 캠프 10년 후의 자신      | 야마우라 마사히로 | 사쿠마 노리요시 | 9.9%   |
| 제10화                                                      | 마녀 재판…그녀가 고교생이 된 목적을 규탄 | 2013년 6월 15일 | 츠치야 마사미츠                                       | 마녀 재판                         | 타카하시 유야     | 나구모 세이치   | 13.1%  |
| 최종화                                                      | 충격의 2시간 SP!! 오늘 밤 모든 수수께끼가 밝혀진다 노트의 실종과 아야코의 실종… 졸업 전에 학생들이 교무실에 틀어박히다!? 그들은 스쿨 카스트를 뛰어넘을 수 있을 것인가? | 2013년 6월 22일 | 츠치야 마사미츠 아쿠츠 료                             | 클래스 제도 폐지 문제 졸업식      | 야마우라 마사히로 | 나구모 세이치   | 14.7%  |
| 평균 시청률 13.3% (시청률은 칸토 지구·비디오 리서치사 조사) | |                 |                                                       |                                   |                   |                 |        |

- 첫회는 20분 지연 (21:20 ~ 22:14).
- 제3화는 15분 확대 (21:00 ~ 22:09).
- 최종화는 2시간 SP (21:00 ~ 22:54).